# District de Tamási
Le district de Tamási (en hongrois : Tamási járás) est un des 6 districts du comitat de Tolna en Hongrie. Il compte 38 795 habitants et rassemble 32 localités : 29 communes et 3 villes dont Tamási, son chef-lieu.

## Localités
- Belecska
- Diósberény
- Dúzs
- Értény
- Felsőnyék
- Fürged
- Gyönk
- Hőgyész
- Iregszemcse
- Kalaznó
- Keszőhidegkút
- Kisszékely
- Koppányszántó
- Magyarkeszi
- Miszla
- Mucsi
- Nagykónyi
- Nagyszokoly
- Nagyszékely
- Nagyszékely
- Ozora
- Pincehely
- Pári
- Regöly
- Simontornya
- Szakadát
- Szakály
- Szárazd
- Tamási
- Tolnanémedi
- Udvari
- Újireg
- Varsád